# Březenský mlýn
Březenský mlýn je vodní mlýn na pravém břehu Ohře ve Březně. Písemně je doložený v 1. třetině 15. století, v současné době už není v provozu.

## Historie
Nejstarší písemná zmínka o mlýnu pochází z roku 1427, ačkoliv nepochybně existoval už mnohem dříve. V lounské městské knize byla toho roku zapsána kupní smlouva, podle níž město Louny prodalo březenský mlýn o jednom kole se dvorem a pozemky k němu příslušícími mlynáři Benešovi z Obory a jeho ženě Markétě za 40 kop míšeňských grošů. V té době patřila vesnice i s mlýnem Lounům, které se jí z majetku benediktinského kláštera v Postoloprtech zmocnily hned v počáteční fázi husitských válek. Mlynář podle smlouvy nespadal do jurisdikce místního rychtáře, nýbrž pod městský soud. Kromě toho se nemusel účastnit tažení lounské hotovosti do pole.
V té době existovaly mlýny na obou protilehlých březích. V důsledku války byl jeden vypálený a druhý v ruinách. Není jasné, který z nich, případně zda oba dva, Beneš získal.
V jiné z městských knih z 15. století jsou zachycena jména dalších nájemců březenského mlýna. V letech 1450–1456 to byl Jíra Hudec, 1457–1459 Martínek a po jeho smrti do roku 1471 Matyáš. Ve 2. polovině 15. století se ale v jednom roce někdy vyskytují mlynáři dva, takže je pravděpodobné, že byly v provozu mlýny oba.

Na mapě Prvního vojenského mapování ze 60. let 18. století je mlýn zakreslený na pravém břehu Ohře, tedy při vesnici. V polovině 18. století byl březenský mlýn největší na celém postoloprtském panství. Měl čtyři kola, čtyři stoupy a byla při něm pila.  

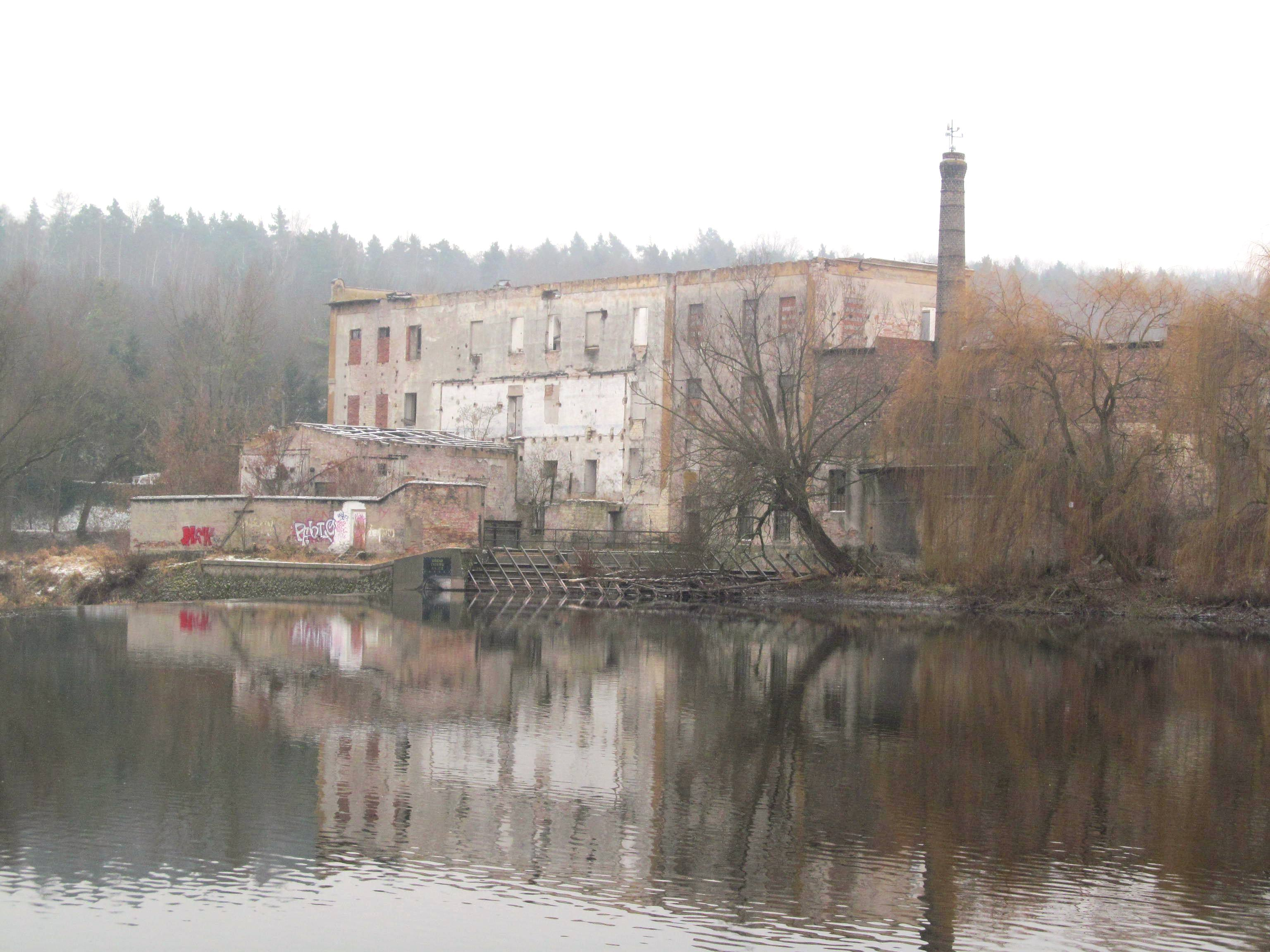
Mlýn na konci roku 2021

 Počátkem 60. let 19. století existovaly v Březně opět dva vodní mlýny. Jejich roční produkce činila něco přes 30 tun mouky v hodnotě 1800 zlatých.
V roce 1891 koupil mlýn od Josefa Slivky Pavel Stein. Vybudoval zde elektrárnu poháněnou turbínou, která za 1. republiky zásobovala proudem Březno, Skupice a Malnice. Po roce 1948 byl mlýn zestátněn a provozován podnikem Zemědělské zásobování a nákup, který zde vyráběl krmné směsi. Počátkem 90. let tu byla výroba ukončena. V současnosti (2021) se nachází ve zdevastovaném stavu. 
Kolem roku 1568 se zdejšímu mlynáři narodil syn Václav, budoucí rožmberský a švamberský kronikář Václav Březan. Když v roce 1617 zemřeli nezletilí dědicové mlýna, daroval tehdejší majitel postoloprtského panství, Štěpán Jiří ze Šternberka, Břežanovi hospodářský dvůr, který patřil k mlýnu.